# Satan

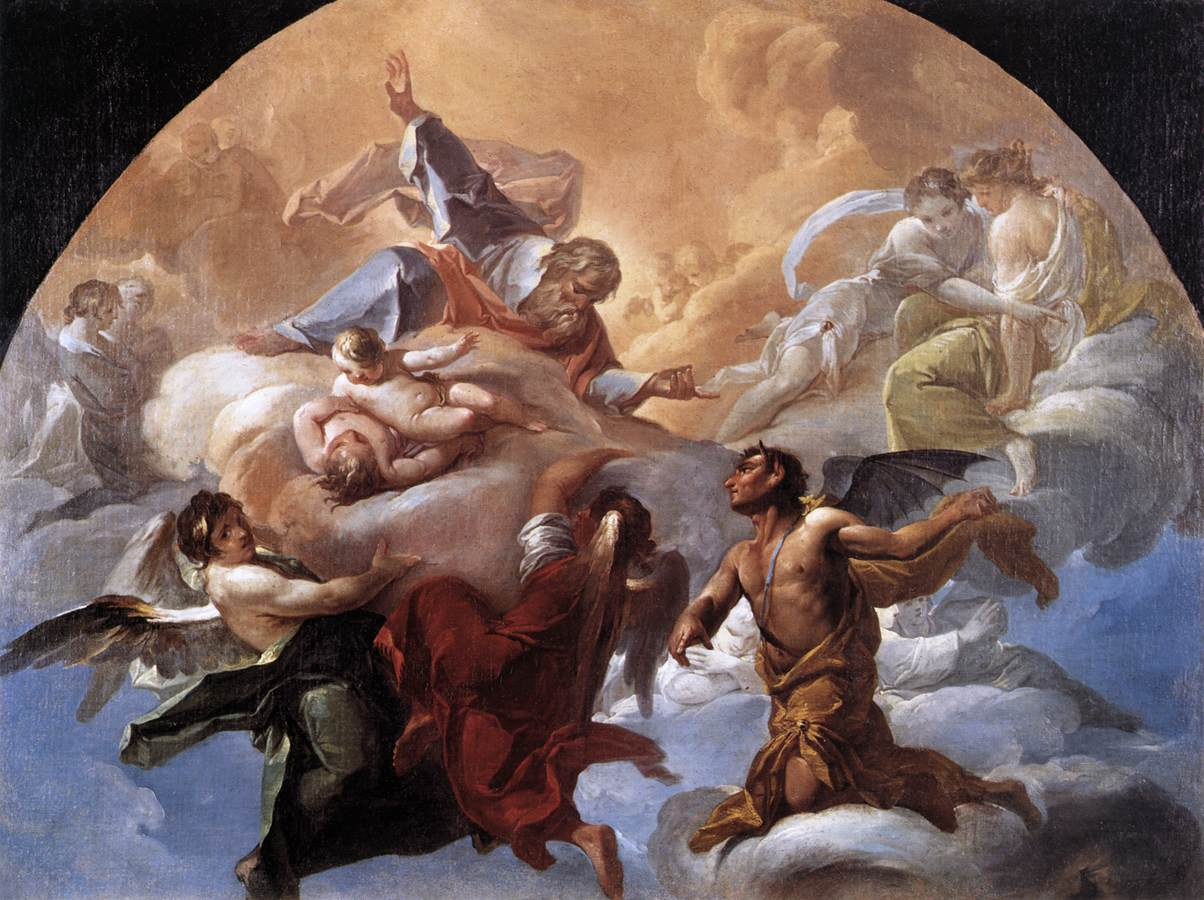
"Satan voor de HEER", schilderij door Corrado Giaquinto (Vaticaanse Musea)

Satan (Hebreeuws: שָׂטָן śāṭān, "tegenstander") is binnen het christendom de naam van de duivel, omdat in het Nieuwe Testament de duivel Satan wordt genoemd. Hij wordt vaak gezien als een gevallen engel of de gevallen aartsengel Lucifer, die door God uit de hemel werd geworpen toen hij tegen God in opstand kwam. Satan is de leider van rebellerende gevallen engelen, die onder zijn aanvoering God verlaten hebben, en wordt gezien als de verpersoonlijking van het kwaad.
Satan komt ook voor in de Hebreeuwse Bijbel, maar niet als naam. Als de term op mensen betrekking heeft, betekent het tegenstander, valse raadgever of in enkele gevallen potentiële deserteur. Als gepersonifieerd hemels wezen komt de aanduiding satan in de Hebreeuwse Bijbel op vier plaatsen voor; in deze gevallen is de betekenis van de term satan niet eenduidig.
Volgens de islam is Satan (Shaitan) een djinn.
Verering van Satan wordt satanisme genoemd.

## Etymologie
De etymologie van de aanduiding שָׂטָן śāṭān is omstreden en zal waarschijnlijk nooit definitief kunnen worden bepaald. De meestgenoemde opties zijn:
1) In de volksetymologie wordt op basis van Job 1:7 en 2:2 gedacht dat het is afgeleid van het werkwoord שׁוּט šwṭ, "ronddolen". De wisseling van š naar ś spreekt dit tegen.
2) Als de term werd afgeleid van een werkwoord, dan komen onder andere de volgende wortels in aanmerking, die in Semitische talen echter verschillend worden gevormd:
- Hebreeuws: śṭh, Akkadisch: šâṭu I, Syrisch: sṭ’, Arabisch: šṭṭ, Ethiopisch: šṭy — "rondzwerven";
- Hebreeuws, Aramees, Mandees: swṭ — "onrechtvaardig zijn / in verzet komen / in opstand komen";
- Arabisch: šṭṭ — "onrechtvaardig zijn";
- Syrisch: swṭ, Arabisch: šjṭ — "branden";
- Hebreeuws: śṭh, Ethiopisch: šṭy — "vervolgen".

Tegen de aanname van een (beschrijvende) eigennaam met de wortel śjṭ of śwṭ (die dan zou leiden tot śajṭ / śawṭ + -ān) pleit het feit dat de abstrakte, bijvoeglijke of verkleinende betekenis van namen in het Hebreeuws niet met -ān eindigen maar met -ôn. Meestal wordt śāṭān daarom geassocieerd met het werkwoord śṭn / śṭm "bestrijden / verleiden / beschuldigen / verhinderen", waarbij de wortel wel in de jongere semitische talen kan worden gevonden (Targoem, Middelhebreeuws, Syrisch, Mandees, Ethiopisch, Arabisch), maar niet in het Akkadisch.
3) Görg scheidt het werkwoord שׂטם of שׂטן śṭn / śṭm etymologisch van het naamwoord שָׂטָן śāṭān en leidt het af van het Egyptische śdnj (causatief van dnj, "personen tegenhouden" of "tot stoppen brengen"; het Egyptische d werd in het Hebreeuws ṭ).

## Hebreeuwse Bijbel

### Vormen van de aanduiding
De aanduiding satan komt in de Hebreeuwse Bijbel 27 keer voor (Numeri 22:22,32; 1 Samuel 29:4; 2 Samuel 19:23; 1 Koningen 5:18; 11:14,23,25; Zacharia 3:1,2; Psalm 109:6; Job 1:6,7,8,9,12; 2:1,2; 1 Kronieken 21:1 (in sommige verzen twee keer)). Als de term op mensen betrekking heeft, betekent het tegenstander of in enkele gevallen potentiële deserteurs (1 Koningen 5:18; 11:14,23,25). De zonen van Seruja waren valse raadgevers (2 Samuel 19:23).
De Septuagint vertaalt שָׂטָן śāṭān bijna altijd met (deels voorafgegaan door een lidwoord) διάβολος diabolos (Zacharia 3:1,2; Job 1-2; 1 Kronieken 21:1; Psalm 109:6), maar ook met διαβολή diabolē (Numeri 22:32) en met het werkwoord ε̉νδιαβάλλειν endiaballein (Numeri 22:22). Het woord waarop ons woord "duivel" teruggaat, is het werkwoord διαβάλλειν diaballein, "uit elkaar halen", "door elkaar gooien".

### Satan in de hemel
In de Hebreeuwse Bijbel komt (de) Satan als gepersonifieerd hemels wezen op vier plaatsen voor (Job 1:6-12; 2:1-17; Zacharia 3:1-7; 1 Kronieken 21:1; Numeri 22:22,32). Als deze passages nader worden onderzocht, komen daaruit verschillende functies naar voren die dit personage hierin heeft: belichaming van "zekere zielstoestanden, gemoedstoestanden en geestesneigingen", demon, vijand van God en / of de mensheid, als legitiem onderdeel van de religie van Israël. Godsdiensthistorisch ontstond zijn functie tegen de achtergrond van het hof van de sjah in het antieke Oosten en de angst van vazalkoningen voor laster tegen ze en zo als (officiële) aanklager opgevat. Volgens Görg betreft Satan de kunst van de "vertegenwoordiger in de voorkamer", die de toegang tot het heiligdom bewaakt (vergelijk Zacharia 3). Voor Nielsen is Satan in het boek Job een zoon van JHWH en jaloerse broer van Job.
In Job 1 en 2 en Zacharia 3 wordt הַשָּׂטָן haśśāṭān als numineus wezen in de omgeving van God genoemd. Op grond van de samenvoeging van rollen die de שָׂטָן śāṭān in Zacharia 3:1,2 en Job 1 en verder inneemt, wordt hij meestal beschouwd als lid van het hemelse hof, zoals dat in 1 Koningen 22:19-22 werd geschilderd (vergelijk Psalm 82:1,6; 89:6-8; 29:1; Genesis 6:2,4; Job 5:1; 15:8,15; 38:7).

#### Zacharia 3:1-7
Zacharia 3 schildert in ambivalente beelden de reiniging en installatie van de hogepriester Jesua. De fictieve scène in een hemels gerechtshof diende de bevestiging van de goddelijke legitimatie van Jesua's heilige ambt. De Satan belichaamde in het visioen een tegenstander van JHWH, hij personifieerde een chaotische tegenmacht tegen Gods plan: de Satan is in het conventionele denkschema van de onlosmakelijkheid van daad en gevolg ingebed (vergelijk Amos 4:6-13) en daarmee gebonden aan de regels van schuld en straf. Daarmee staat de Satan ook voor het denken uit oude tijden, waartegen JHWHs wil tot vergeving en uitverkiezing positief afsteekt. Als een zo denkende aanklager kon de Satan alleen zwijgend ageren: hij mocht niet spreken en niet handelen – JHWH zelf verbood (גער g‘r) hem te spreken – en werd later in de tekst niet meer genoemd. In contrast hiermee werd JHWH als een God beschreven die het conventionele denkkader van de onlosmakelijkheid van daad en gevolg ten gunste van de schuldige verbrak: Jesua als schuldige hogepriester (Zacharia 3:4f; vergelijk Amos 4:11) werd gereinigd en onschuldig verklaard op basis van JHWHs handelen in het kader van zijn heilsplan. Zo werd JHWH in tegenstelling tot de zwijgende aanklager Satan geladen met positieve aspecten.

#### Job 1:6-12 en 2:1-7
In Job 1:6-12 en 2:1-7 werd de Satan duidelijker dan in Zacharia 3 beschreven: met de andere zonen van God (בְּנֵי הָאֱלֹהִים bənêj hā’älohîm) behoorde hij tot het goddelijke hof, dat als vergadering voor JHWH werd beschreven. JHWH vroeg hem voor de andere godenzonen of hij de vroomheid van zijn "dienaar Job" had gezien, wat Satan bevestigend beantwoordde. Maar tegelijk stelde hij de vraag wat de reden was van die vroomheid van Job, met als gevolg dat God Satan toestond Job in alle aspecten van zijn leven te raken – behalve hem doden – om te bewijzen dat Job ook in moeilijke omstandigheden vroom bleef.
De bijna aan de eerste scène in de hemel identieke tweede scène in Job 2:1-7 bevat een belangrijke verandering, namelijk in vers 3, waarin JHWH Satan verweet dat hij Hem ertoe had aangezet Job "te gronde te richten". Dit vers moest JHWH duidelijk ontlasten (vergelijk Genesis 3:9-13): als Satan niets had gezegd, had God Job niet beproefd. Dit ontlastingsverzoek slaagde slechts ten dele, want ten eerste lag de beslissing om Satan toe te staan Job verder te beproeven uitsluitend bij JHWH en ten tweede werd in vers 3 zelfs gezegd dat God zelf Job te gronde had gericht. De verantwoordelijkheid van JHWH werd in de epiloog nogmaals vermeld (Job 42:11; vergelijk 1:21) en het verteltechnische onderscheid tussen Satan en JHWH opgeheven.

#### Conclusies
De Satan staat in Job 1 en 2 dus enerzijds voor het gepersonifieerde weten van JHWH over Job en anderzijds net als in Zacharia 3 voor de overtuiging van de samenhang tussen daad en gevolg, dat het wel en wee van de mens bepaalt. Daarbij ging de Satan nog een stap verder: omgekeerd had ook het wel en wee van de mens gevolgen voor zijn daden, voor zijn houding jegens God. Alleen omdat God Job beschermde voor het kwaad, kon Job verre van kwaaddoen blijven. JHWH zelf was dus de voorwaarde voor de mogelijkheid van Jobs godsvrucht. Daartegenover representeerde JHWH een denken dat daad en gevolg radicaal van elkaar zou scheiden. Hij hief de samenhang tussen daad en gevolg ten nadele van Job op, omdat Hij overtuigd was van zijn onbaatzuchtige vroomheid. Daarbij stond Zijn handelen jegens Job diametraal tegenover dat jegens Jesua: terwijl voor de schuldige Jesua de samenhang tussen daad en gevolg positief werd opgeheven, werd die samenhang bij de onschuldige Job in negatieve zin ontkracht en werd daarmee het handelen van JHWH ambivalent. De poging JHWH door het verzoek van Satan van negatieve aspecten te ontlasten, slaagde in samenhang met Job 1 en 2 dus nauwelijks: verteltechnisch gezien staat de Satan enerzijds weliswaar op de voorgrond in de scène in de hemel, maar anderzijds werd zijn rol in theologisch perspectief gemarginaliseerd en werd JHWH alleen als oerbron van Jobs onfortuinlijkheden bestempeld.

### Satan op aarde
In Numeri 22 plaatste Gods engel zich als satan van Bileam op de weg. De aanduiding duidt hier de functie aan die de engel voor Bileam innam. In 1 Kronieken 21:1 vervangt de aanduiding Satan de naam JHWH die in het parallelle 2 Samuel 24:1 staat. In beide gevallen ging het om de functie als 'satan' (tegenstander, hinderaar) en niet om 'de' Satan.

#### Numeri 22:22,32
Op weg naar koning Balak van Moab, die Bileam had ontboden om de Israëlieten te vervloeken, versperde JHWHs engel de weg van Bileam, om hem ertoe aan te zetten JHWH te gehoorzamen en niet Balak. De aanduiding שָׂטָן śāṭān duidt hier de goddelijke opdracht van de engel aan om Bileam in de weg te gaan staan en om "hem tot satan" te worden (לְשָׂטָן לוֹ ləśāṭān lô). Het gaat hier dus om de engel, die gepersonifieerd werd gedacht, niet om 'de' Satan. De engel werd door de uitvoering van zijn opdracht om Bileam tegen te houden (indirect door zijn ezelin) als tegenstrever ervaren. Maar juist door het uitvoeren van zijn opdracht stond de engel in dienst van JHWH en is op geen enkele manier Zijn tegenstander.

#### 2 Samuel 24:1 en 1 Kronieken 21:1
2 Samuel 24:1 en 1 Kronieken 21:1 gaan over Davids zonde een volkstelling te houden, die uiteindelijk leidde tot de vernietiging van het volk door een "vernietigingsengel" (מַלְאָךְ הַמַּשְׁחִית mal’ākh hammašchît; 2 Samuel 24:16; 1 Kronieken 21:15). In beide teksten is het niet David zelf die helemaal uit zichzelf op het idee kwam een volkstelling te houden, maar werd hij daartoe aangezet: in 2 Samuel 24:1 door JHWH, in 1 Kronieken 21:1 door (een) Satan — de aanduiding nשָׂטָן śāṭān staat hier zonder lidwoord. Hoewel de aanduiding in alle andere gevallen waarin deze wordt genoemd zonder lidwoord een menselijke tegenstander betreft, schijnt het hier om een hemels wezen te handelen. Het lijkt erop dat in Kronieken de Satan alleen een literair-theologische bestaansrechtvaardiging had. Hij diende de verhouding tussen David en JHWH te ontlasten: het was niet JHWH zelf die David tot ongehoorzaamheid aanzette, maar "een Satan".

### Theologische betekenis
De concepten van Satan als wezen in de Hebreeuwse Bijbel zijn niet eenduidig. Overeenkomsten tussen Job 1 en 2 en Zacharia 3 zijn de plaats van Satan tussen de godenzonen in het hemelse hof van JHWH. Uit beide passages blijkt een bepaald aspect van Satans rol: door de scheiding van Satan en JHWH worden twee denkrichtingen gepersonifieerd, die JHWH moesten ontlasten. Dat lukte echter alleen in Zacharia 3. Zowel in Job 1 en 2 als in Zacharia 3 moesten JHWHs positieve eigenschappen benadrukt worden en daartoe diende Satan als negatief tegenbeeld. Terwijl Satan het conventionele denken van de samenhang tussen daad en gevolg belichaamde, hief JHWH die samenhang op. JHWH van negatieve eigenschappen te ontlasten, lukte slechts ten dele: in Zacharia 3 werd de samenhang tussen daad en gevolg weliswaar op een positieve manier door JHWH opgeheven ten gunste van Jesua, in Job 1 en verder had het opheffen van de samenhang tussen daad en gevolg ongunstige gevolgen voor de onschuldige Job.
Op aarde kon de Satan ertoe dienen de verhouding tussen JHWH en David te ontlasten (2 Samuel 24:1 en 1 Kronieken 21:1). Waar de verschijning van Satan in Job 1 en 2 en Zacharia 3 vooral een verhaaltechnische functie had als tegenspeler van JHWH, was de invoeging in 1 Kronieken 21:1 theologisch van aard. Daarentegen was in Numeri 22:22,32 de engel van JHWH degene op wie de aanduiding Satan werd toegepast. De engel stond "als Satan" Bileam in de weg, om hem conform Gods bedoeling te hinderen zijn opdracht uit te voeren.
Als vervolger en goddelijke tegenspreker trad de Satan op geen enkele plaats op als een net zo machtige kracht als JHWH zelf; alleen 1 Kronieken 21:1 zou misschien in die zin zo kunnen worden opgevat. De betekenis op die plaats heeft echter geen enkele navolging gekregen. De proloog van Job is echter de belangrijkste oudtestamentische passage waarin de Satan optrad en hierin verscheen hij tegenover God juist niet als vervolger en negatieve macht op zich, maar uitsluitend als de aanleiding voor JHWHs eigen, hoogst problematische beslissing Job een beproeving te laten ondergaan van willekeur, ziekte en leed.

## Nieuwe Testament
Zoals hierboven vermeld, vertaalde de Septuagint שָׂטָן śāṭān bijna altijd met (deels voorafgegaan door een lidwoord) διάβολος diabolos, διαβολή diabolē of het werkwoord ε̉νδιαβάλλειν endiaballein. In het (Griekse) Nieuwe Testament komt ook de aanduiding σατανᾱς satanas, "Satan" voor en wel 36 keer in 33 verzen. διάβολος diabolos, "Duivel" komt 37 keer voor, in 35 verzen. Opvallend is dat het evangelie volgens Marcus en de onomstreden brieven van Paulus (en 2 Tessalonicenzen) uitsluitend σατανᾶς (Satan) gebruiken, terwijl de katholieke brieven en de meerderheid van de paulijnse pseudepigrafen (en Hebreeën) zich tot διάβολος (Duivel) beperken. Behalve Marcus gebruikten de evangeliën beide termen, net als Handelingen en Openbaring. Vanwege de korte tijdspanne waarin de nieuwtestamentische geschriften zijn ontstaan, kan op basis van het Nieuwe Testament niets worden gezegd over vroeg of laat taalgebruik, ook omdat de oudere versies van de Septuaginta het Hebreeuwse שָּׂטָן (Satan) in de regel vertaalde met διάβολος, maar het woord in 1 Koningen 14:2 en Sirach 21:27 weergaf als "Satan". Een verschil in betekenis tussen "Satan" en "Duivel" is in het Nieuwe Testament niet te onderscheiden.
Satan werd beschreven als misleidend, een "engel van het licht" (1 Korintiërs 7:5; 2 Korintiërs 11:14; 1 Timoteüs 5:15). Hij was de koning van de demonen (Matteüs 12:26), kon mensen geboeid houden (Lucas 13:16) en Judas tot zijn verraad verleiden (Lucas 22:3). In de eindtijd wordt de Satan voorgesteld als een slang of draak en losgelaten om zijn vernietigingswerk ter hand te nemen (Openbaring 20:2,7).

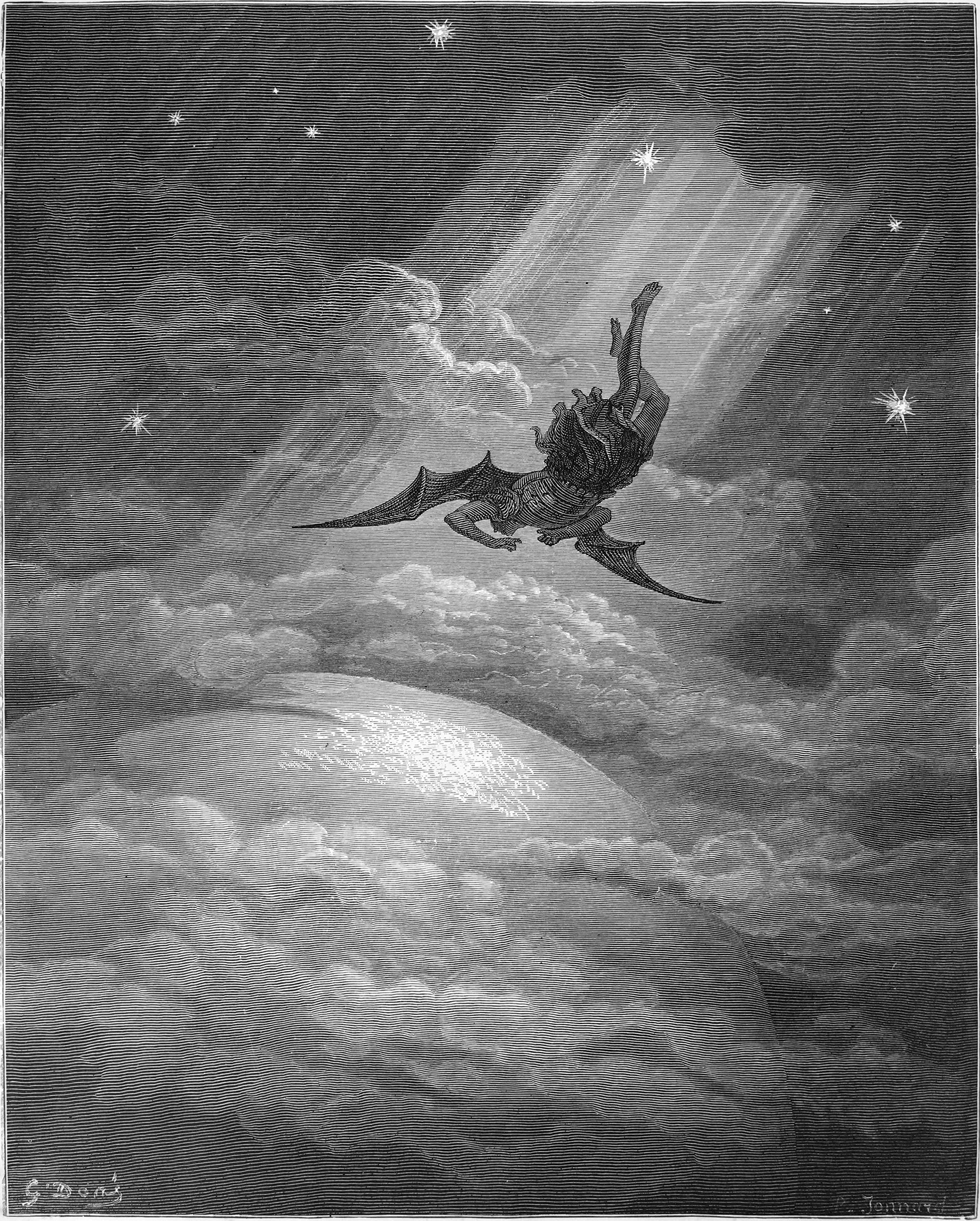
De val van Satan volgens Gustave Doré

Het spotlied over de koning van Babel in Jesaja 14:12-15 (vergelijk Ezechiël 28:14,15) werd in verbinding met Lucas 10:18, 2 Korintiërs 11:14 en Openbaring 12:9 tot ontstaanslegende van de in de Bijbel niet genoemde Lucifer ("Lichtdrager"): na een gevecht viel de engel Lucifer uit de hemel en werd de heerser van de hel.

### Functie
Het beeld van een eenduidig nieuwtestamentisch beeld van Satan (of Duivel) stemt niet overeen met de onderscheidende functies die Satan of de Duivel worden toegeschreven.
Zo verscheen Satan als een mensen hinderende (1 Tessalonicenzen 2:18) en hun heil bedreigende macht (Lucas 22:31; 2 Korintiërs 11:3). Maar hij kon in opdracht van God ook optreden tot nut van de mens (2 Korintiërs 12:7; vergelijk 1 Korintiërs 5:5). Hij werd aan de ene kant tot de hemelse heerscharen gerekend als Gods "beambte" (Handelingen 12:23; 12:10) en trad aan de andere kant ook op als een zelfstandig heerser (Johannes 12:31; 14:30; 16:11) of god van een tegenwereld (2 Korintiërs 4:4; vergelijk Efeziërs 2:2). Tegenstander van Satan waren God (2 Korintiërs 4:4), Jezus (Marcus 1:13), de aartsengel Michaël (Judas 9; Openbaring 12:70), Jezus' apostelen (Lucas 22:31) of de gelovigen (1 Tessalonicenzen 3:5; 1 Korintiërs 7:5). Satan werd geïdentificeerd als de slang uit het paradijs (Openbaring 12:9; 20:2), Judas (Johannes 6:70) en Petrus die Jezus ervan wilde weerhouden zijn weg tot het einde te nemen (Marcus 8:33).
Duivelse machten fungeren als plaatsbewaarders en als een soort negatieve deus ex machina. Net zomin als over enkele of alle nieuwtestamentische geschriften kan worden gesproken als theologie of christologie, kan een "satanologie" worden gevonden in het Nieuwe Testament. Daarom moet bij elk vers in het Nieuwe Testament worden uitgezocht welk specifiek Satansbeeld het geeft. Daaruit blijkt dat Satansbeeld en Godsbeeld in wisselwerking tot elkaar staan.

### Zondeval
Hoe verschillend het concept Satan ook is in het Nieuwe Testament, voor de meerderheid van de auteurs was de zondeval uit Genesis 3 een belangrijk aangrijpingspunt. Hoewel in de Pentateuch Satan niet wordt genoemd, was het voor de auteurs van het Nieuwe Testament vanzelfsprekend dat de slang in het paradijs (Genesis 3:1-15) de belichaming van een satanische macht betreft (Openbaring 12:9; 20:2; 2 Korintiërs 11:3,14), die de eerste mens (Adam) van God afkeerde en daarmee de zonde de wereld in bracht.
Satan, zonde en dood vormen een eenheid. De overwinning van de ene betekent tegelijk de zege over de andere (1 Korintiërs 15:26). Fundament van de paulijnse theologie en christologie is de overtuiging dat Christus de macht van de zonde, die door Adams val in de wereld was gekomen, had gebroken (Romeinen 5:18f). Er was een nieuwe eerste mens nodig, een nieuwe Adam (1 Korintiërs 15:45), die de mensheid uit de machtsinvloed van Satan / de zonde kon bevrijden (1 Korintiërs 15:22). Tegelijk werd daarmee de dood -als gevolg van de verleiding door Satan- ongedaan gemaakt (Romeinen 6:9,23).

### Verzoeking van Jezus
Marcus beschrijft de overwinning van Satan door Jezus en zijn heilsstaat. Het mislukken van de verzoeking van Jezus in Marcus 1:13 staat voor de overwinning op de zondeval en het herstellen van de door de verleiding van Adam en Eva verloren oertoestand in het paradijs (Marcus 1:13b: "Hij leefde er te midden van de wilde dieren, en engelen zorgden voor hem.") Jezus tegenhouden op zijn heilsweg, betekende het werk van Satan doen (Marcus 8:33).
In de uitgebreidere traditie in de andere evangeliën trachtte Satan Jezus tot drie keer toe tot zonde te verleiden, maar Jezus wees zijn verleidingen aan de hand van citaten uit de Hebreeuwse Bijbel van de hand. In Matteüs zei Satan tegen Jezus dat hij alle koninkrijken in de wereld kon krijgen (Matteüs 4:1-11) en voegde er in Lucas aan toe: "Ik geef u de macht over dat alles ... want ik kan erover beschikken en ik geef het aan wie ik wil" (Lucas 4:1-13). Satan werd dus beschreven als een zelfstandige God tegenstrevende macht. 1 Johannes 5:19 stelde dat "de wereld in de macht ligt van hem die het kwaad zelf is". Christenfundamentalistische groeperingen interpreteren deze passages zo dat de huidige wereldleiders hun macht aan Satan te danken hebben.

### Jezus' overwinning op Satan
In Lucas 10:18 zei Jezus dat hij Satan "als een lichtflits uit de hemel [had] zien vallen." Volgens veel christenen overwon Jezus Satan door zijn offerdood voor de zonden van de mensen en zijn opstanding uit de dood. Hiermee had hij Satan de macht ontnomen die hij door de menselijke zondeval wederrechtelijk had verkregen.

### Theologische betekenis
Waar een weg naar heil werd geschetst, was onvermijdelijk een negatieve grootheid die zich van die weg af beweegt. De belangrijkste nieuwtestamentische benamingen voor deze tegenpolen waren "Satan" en "Duivel". In de nog niet tot heil gebrachte wereld was het bestaan van een in welke vorm dan ook verbeelde negatieve macht theologisch noodzakelijk.
Het doordringen van Gods rijk in de wereld door Christus en zijn werken viel samen met het terugwijken van Satan en zijn macht (Lucas 11:20). Jezus' genezingen waren slagen tegen de macht van Satan (Handelingen 10:38). Jezus bracht Gods rijk als een beetje zuurdesem in de heilloze wereld (Matteüs 13:33) en sindsdien dijt Gods rijk onmerkbaar uit (Marcus 4:26-29). De Satan streefde ernaar Jezus en zijn heilswerk tot een halt te brengen (Marcus 8:31-33) en mensen te verleiden (Lucas 22:3,31; Johannes 13:27; 1 Korintiërs 7:5; 2 Korintiërs 11:14; 1 Timoteüs 5:15).
Toen de eerste mensen Adam en Eva van de verboden vrucht hadden gegeten, hadden Satan en de dood al hun nakomelingen in hun greep (1 Korintiërs 15:22). Maar op Jezus, die niet afstamde van Adam (Matteüs 1:1-18), had de dood geen aanspraak en moest hem weer teruggeven. Door Jezus' opstanding werd de dood de beslissende nederlaag toegebracht. Wie zich in Jezus tot nieuwe mens maakte, was geen afstammeling meer van Adam. Hij was met Jezus aan het machtsbereik van Satan en de dood onttrokken (1 Korintiërs 15:45-57).
Een theologisch probleem was de werking van satanische machten onder christenen en in de christelijke Kerk. De nieuwtestamentische geschriften herkenden hierin de poging van Satan om Gods heilsplan tegen te werken en waar mogelijk nog mensen van Christus op te eisen (Lucas 22:31) en in zijn ondergang mee te sleuren. Paulus zag als grootste gevaar het binnendringen van satanisch "oud zuurdesem" in Gods gemeente (1 Korintiërs 5:6-8; vergelijk Galaten 5:9). Als het de Satan zou lukken dit op een enkele plaats te doen, dan zou de gemeente als geheel bezoedeld zijn. De gelovigen die zeker waren van hun toebehoren aan Christus, dienden zelfs kwellingen door Satan te verdragen (2 Korintiërs 12:7). Bij de wederkomst van Christus worden satanische machten, zonde en dood voorgoed vernietigd (1 Korintiërs 15:24-27).

## In de islam
In de islam staat satan bekend onder de namen Shaitan (of Sjejtan) en Iblis. Volgens de moslimtraditie werd Satan opstandig toen hij van God voor Adam moest buigen. Daarop verleidde hij Adam en Adams vrouw tot het begaan van de zonde door te zweren het juiste met hen voor te hebben.
Satan wordt in de islam niet gezien als een tegenstander van God, maar als een door God geschapen wezen en daarmee onder Gods controle. De Koran zegt dat goed en kwaad door God geschapen zijn. Iblis zei namelijk: "U hebt mij uit vuur geschapen." Een djinn is vanuit islamitisch oogpunt geschapen uit (rookloos) vuur en engelen uit licht; moslims geloven dat engelen niet in staat zijn tot ongehoorzaamheid jegens God.
Duiveluitdrijvingen vinden plaats door o.a. het reciteren van de Troonvers en de oproep tot gebed.

## In de massacommunicatie
Ayatollah's in Iran noemen de Verenigde Staten en Israël respectievelijk de Grote Satan en de Kleine Satan.